# Mikko Hirvonen
Mikko Hirvonen (Kannonkoski, 31 luglio 1980) è un pilota di rally finlandese.
Il suo navigatore ufficiale è sin dal 2003 Jarmo Lehtinen, suo connazionale.

## Carriera

### Gli inizi nelle serie minori
Hirvonen ha iniziato a prendere confidenza con i mezzi a motore sin da bambino, quando guidava sul lago ghiacciato dietro la sua abitazione seduto sulle ginocchia dal padre.
La sua prima auto da corsa è stata una Opel Kadett 2000 CC, acquistata nel 1998 con cui ha partecipato al suo primo rally con il cugino al suo fianco come navigatore. Nonostante due uscite di strada e il danneggiamento della scatola del cambio, Mikko riuscì a terminare la gara.

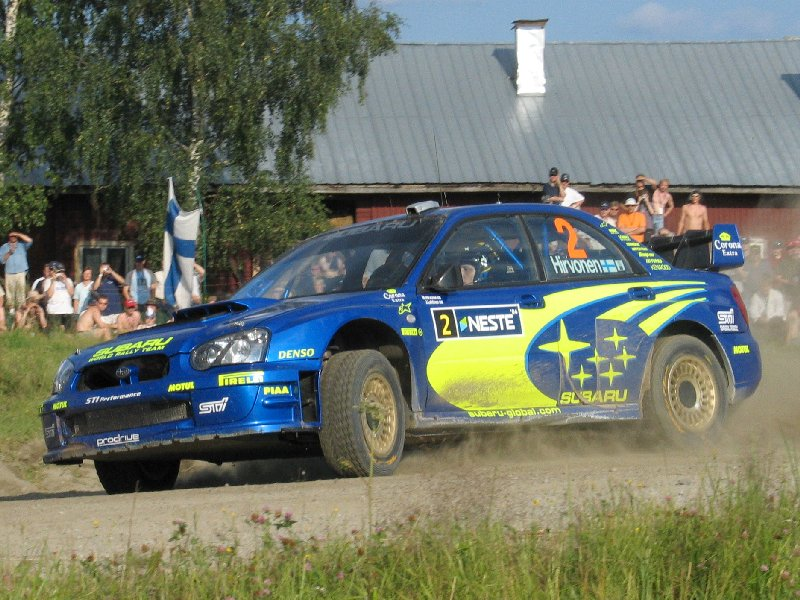
Mikko Hirvonen con una Subaru Impreza WRC 2004 al Rally Finlandia del 2004

Nel 2000 prese parte per la prima volta al campionato finlandese rally classe junior con una Opel Astra e si classificò settimo su venti partecipanti.
L'anno successivo, nel 2001, dimostrò il suo talento dominando il campionato fino all'ultimo rally quando fu costretto al ritiro dal contatto con una roccia e fu relegato in seconda posizione.
Nel 2002 Mikko riuscì finalmente a conquistare il titolo finlandese classe F2 con una Volkswagen Golf e il supporto di Miikka Anttila come copilota.
I due parteciparono anche ad alcune competizioni in Italia alla guida di una Citroën Saxo Kit Car in modo da ottenere maggior confidenza con la superficie asfaltata.

### Esordio nel WRC con la Ford
Nel 2003 Hirvonen partecipò a 14 rally mondiali con una Ford Focus WRC RS del 2002 distinguendosi con un sesto posto a Cipro.
La sua prima stagione intera nel campionato del mondo rally arrivò solo nel 2004 con il team Subaru. In seguito a diversi incidenti, il team lo ha appiedato e nel 2005 ha disputato qualche gara da privato come il Rally di Sardegna dove si mise in mostra con una Ford Focus WRC.

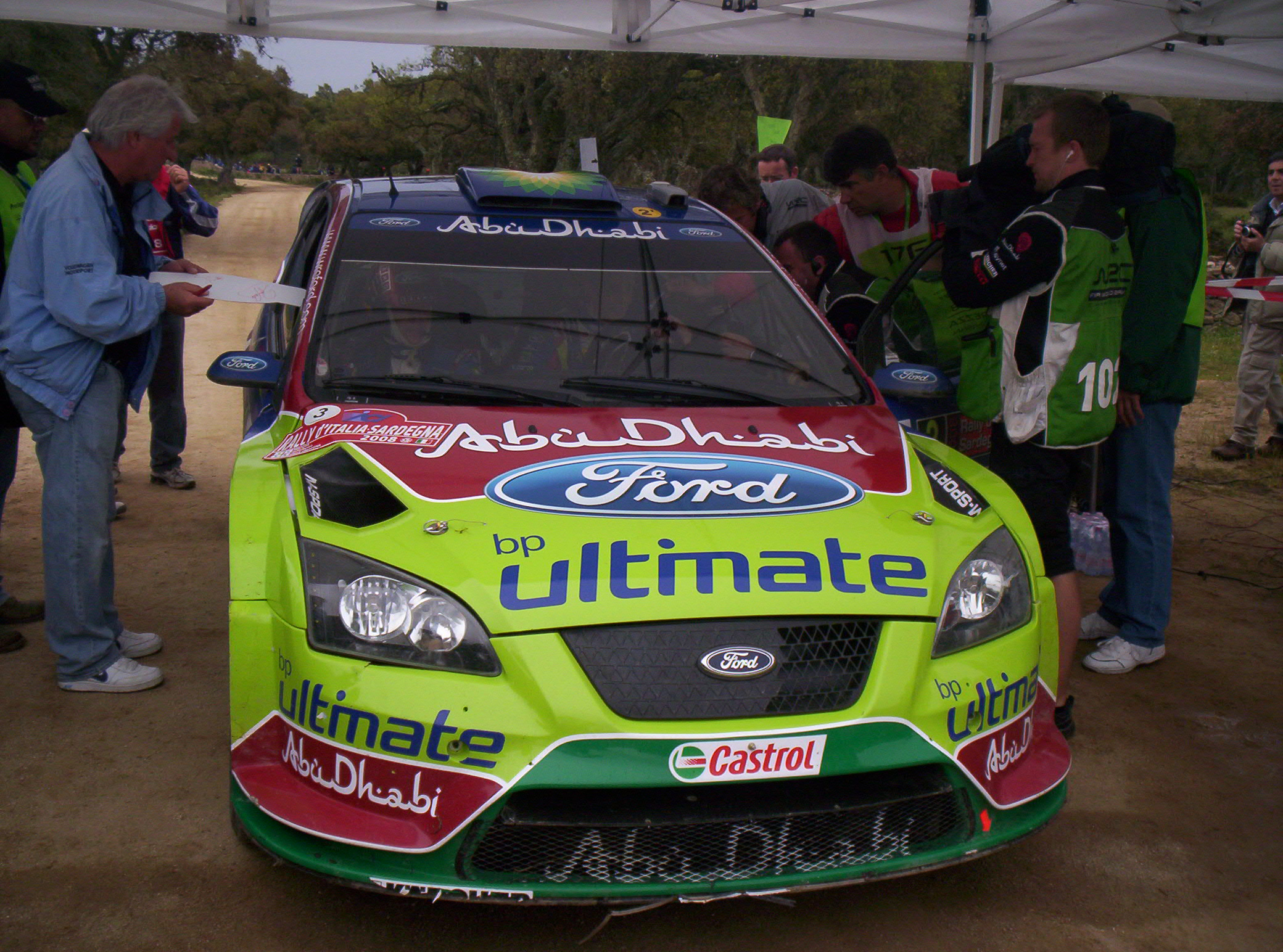
Mikko Hirvonen al Rally Italia Sardegna 2008

Nel 2006 ha firmato un contratto triennale con la Ford per correre nel Wrc come compagno di squadra del già affermato campione Marcus Grönholm.
Il primo anno in casa Ford si è chiuso con una vittoria in Australia e una serie di ottimi piazzamenti che hanno permesso ai due finlandesi di conquistare il titolo costruttori con la Ford.
Nel 2007 Hirvonen ha chiuso 3º nella classifica generale ed ha vinto tre rally, in Norvegia, Giappone e Galles. La costante crescita di Mikko ha aiutato il Team a replicare il titolo dell'anno precedente.
Dopo il ritiro dalle competizioni di Grönholm a fine 2007, Hirvonen ha preso il suo posto come primo pilota della Ford e gli è stato affiancato come secondo il promettente connazionale Jari-Matti Latvala.
Nel campionato 2008 il giovane finnico ha vinto tre rally in Giordania, in Turchia e in Giappone ed ha ottenuto numerosi podi e piazzamenti senza neanche un ritiro. In Nuova Zelanda è rimasto in testa per quasi tutta la gara, fino ad un testacoda nell'ultima tappa che lo ha relegato al terzo posto.
Sull'asfalto della Spagna è giunto nuovamente terzo. In Corsica ha ottenuto il secondo posto alle spalle dell'inarrivabile Sébastien Loeb. Il 2 novembre ha vinto la tappa nipponica per la seconda volta, dopo il successo del 2007, però non è bastato e Loeb, con il terzo posto, conquista il suo quinto titolo Mondiale consecutivo con una gara d'anticipo.
Nel 2009 Mikko è arrivato secondo nel Mondiale, preceduto del Campione del Mondo Sebastien Loeb di un punto. Ha vinto 4 rally (Grecia, Polonia, Finlandia ed Australia).
Hirvonen inizia al meglio la stagione 2010 vincendo il Rally di Montecarlo valido per il campionato Intercontinental Rally Challenge alla guida della nuova Ford Fiesta S2000. Vince anche la prima prova del WRC nel Rally di Svezia dominando già dal primo giorno di gara.
Nel 2010 Hirvonen ha continuato la sua collaborazione con la Ford per l'ultima volta con la Ford Focus RS WRC prima di passare nel 2011 alla nuova Ford Fiesta RS WRC dotata dell'unità motrice 1.6 Ecoboost.

### La parentesi alla Citroen

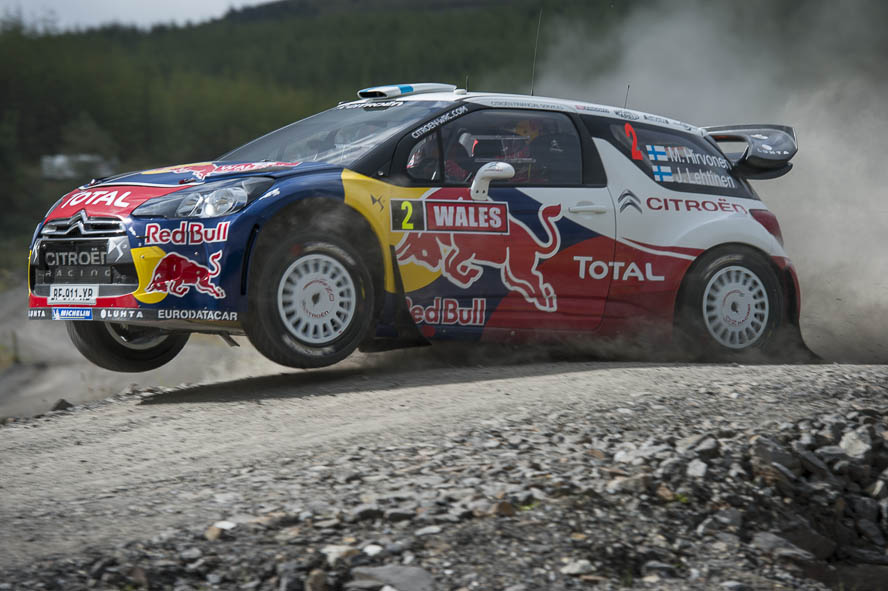
Hirvonen a bordo di una DS3 al rally del Galles nel 2012

Nel 2012 Hirvonen ha cambiato vettura guidando la Citroën DS3 WRC con il Citroën Total World Rally team.
La sua prima vittoria per la Citroën è stato il quarto appuntamento della stagione 2012 in Portogallo per prendere provvisoriamente la testa del campionato, ma è stato in seguito squalificato dall'evento a causa di un'irregolarità con la frizione e il turbo nella sua Citroën DS3 WRC.
Il 2013 è stato un anno deludente per Hirvonen, finendo sul podio solo cinque volte, senza vincere. Ha concluso la stagione con uno dei suoi più grandi incidenti di sempre in Galles. Ha terminato la stagione al 4º posto.

### Il ritorno in Ford e il ritiro dal WRC

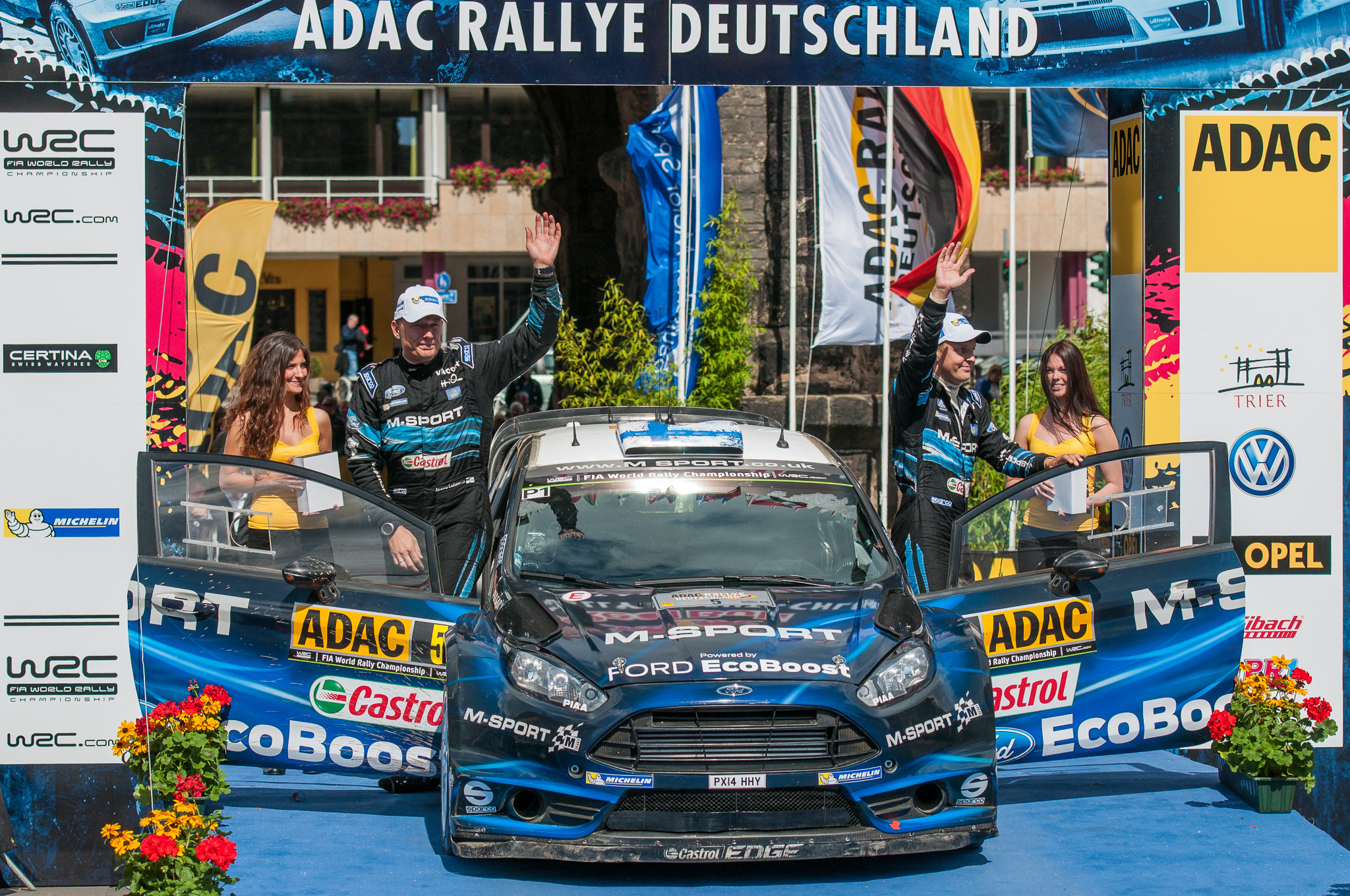
Mikko Hirvonen sulla destra al Rally di Germania del 2014 con la Ford Fiesta RS WRC

Il 13 dicembre 2013 Hirvonen si è riunito con il team Ford, ora gestito dalla M-Sport per gareggiare nella stagione 2014. La stagione ha portato buoni risultati, con due podi e tre vittorie di tappa con un quarto posto in campionato, dietro il trio dominante Volkswagen, Sébastien Ogier, Jari-Matti Latvala e Andreas Mikkelsen.
Il 6 novembre 2014 ha annunciato il suo ritiro dal mondiale rally WRC, prima della partenza del rally del Galles.

## Risultati

### WRC
| 2002 | Scuderia | Vettura                                 |  |  |  |  |  |  |  |  |    |  |     |  |  |     |  |  | Punti | Pos. |
| ---- | -------- | --------------------------------------- |  |  |  |  |  |  |  |  | -- |  | --- |  |  | --- |  |  | ----- | ---- |
| 2002 |          | Renault Clio S1600 e Subaru Impreza WRC |  |  |  |  |  |  |  |  | 21 |  | Rit |  |  | Rit |  |  | 0     |      |

| 2003 | Scuderia | Vettura           |     |    |     |    |    |     |   |    |     |   |     |    |    |     |  |  | Punti | Pos. |
| ---- | -------- | ----------------- | --- | -- | --- | -- | -- | --- | - | -- | --- | - | --- | -- | -- | --- |  |  | ----- | ---- |
| 2003 | Ford     | Ford Focus RS WRC | Rit | 11 | Rit | 10 | 16 | Rit | 6 | 13 | Rit | 9 | Rit | 10 | 14 | Rit |  |  | 3     | 15º  |

| 2004 | Scuderia                | Vettura            |     |   |   |   |   |     |   |   |     |   |   |   |     |    |   |   | Punti | Pos. |
| ---- | ----------------------- | ------------------ | --- | - | - | - | - | --- | - | - | --- | - | - | - | --- | -- | - | - | ----- | ---- |
| 2004 | Subaru World Rally Team | Subaru Impreza WRC | Rit | 9 | 5 | 7 | 5 | Rit | 6 | 4 | Rit | 8 | 7 | 7 | Rit | 10 | 8 | 4 | 29    | 7º   |

| 2005 | Scuderia | Vettura                             |  |     |  |  |     |  |  |   |  |   |  |  |     |  |   |  | Punti | Pos. |
| ---- | -------- | ----------------------------------- |  | --- |  |  | --- |  |  | - |  | - |  |  | --- |  | - |  | ----- | ---- |
| 2005 |          | Ford Focus RS WRC e Škoda Fabia WRC |  | Rit |  |  | Rit |  |  | 5 |  | 5 |  |  | Rit |  | 3 |  | 14    | 10º  |

| 2006 | Scuderia              | Vettura           |   |    |    |   |   |     |   |   |   |   |   |   |   |   |   |     | Punti | Pos. |
| ---- | --------------------- | ----------------- | - | -- | -- | - | - | --- | - | - | - | - | - | - | - | - | - | --- | ----- | ---- |
| 2006 | Ford World Rally Team | Ford Focus RS WRC | 7 | 12 | 14 | 9 | 4 | Rit | 2 | 3 | 9 | 3 | 3 | 3 | 2 | 1 | 2 | Rit | 65    | 3º   |

| 2007 | Scuderia              | Vettura           |   |   |   |   |   |   |   |   |   |   |   |   |    |   |   |   | Punti | Pos. |
| ---- | --------------------- | ----------------- | - | - | - | - | - | - | - | - | - | - | - | - | -- | - | - | - | ----- | ---- |
| 2007 | Ford World Rally Team | Ford Focus RS WRC | 5 | 3 | 1 | 3 | 5 | 3 | 2 | 4 | 2 | 3 | 3 | 4 | 13 | 1 | 4 | 1 | 99    | 3º   |

| 2008 | Scuderia              | Vettura           |   |   |   |   |   |   |   |   |   |   |   |   |   |   |   |  | Punti | Pos. |
| ---- | --------------------- | ----------------- | - | - | - | - | - | - | - | - | - | - | - | - | - | - | - |  | ----- | ---- |
| 2008 | Ford World Rally Team | Ford Focus RS WRC | 2 | 2 | 4 | 5 | 1 | 2 | 3 | 1 | 2 | 4 | 3 | 3 | 2 | 1 | 8 |  | 103   | 2º   |

| 2009 | Scuderia              | Vettura           |   |   |   |   |     |   |   |   |   |   |   |   |  |  |  |  | Punti | Pos. |
| ---- | --------------------- | ----------------- | - | - | - | - | --- | - | - | - | - | - | - | - |  |  |  |  | ----- | ---- |
| 2009 | Ford World Rally Team | Ford Focus RS WRC | 3 | 2 | 2 | 2 | Rit | 2 | 1 | 1 | 1 | 1 | 3 | 2 |  |  |  |  | 92    | 2º   |

| 2010 | Scuderia              | Vettura           |   |   |    |   |   |   |   |     |     |   |   |   |   |  |  |  | Punti | Pos. |
| ---- | --------------------- | ----------------- | - | - | -- | - | - | - | - | --- | --- | - | - | - | - |  |  |  | ----- | ---- |
| 2010 | Ford World Rally Team | Ford Focus RS WRC | 1 | 4 | 20 | 3 | 4 | 4 | 5 | Rit | Rit | 6 | 5 | 5 | 4 |  |  |  | 126   | 6º   |

| 2011 | Scuderia              | Vettura           |   |    |   |    |    |   |   |    |   |   |   |   |     |  |  |  | Punti | Pos. |
| ---- | --------------------- | ----------------- | - | -- | - | -- | -- | - | - | -- | - | - | - | - | --- |  |  |  | ----- | ---- |
| 2011 | Ford World Rally Team | Ford Focus RS WRC | 1 | 21 | 4 | 42 | 21 | 2 | 3 | 41 | 4 | 1 | 3 | 2 | Rit |  |  |  | 214   | 2º   |

| 2012 | Scuderia          | Vettura         |    |   |   |    |   |    |   |    |    |    |   |   |   |  |  |  | Punti | Pos. |
| ---- | ----------------- | --------------- | -- | - | - | -- | - | -- | - | -- | -- | -- | - | - | - |  |  |  | ----- | ---- |
| 2012 | Citroën Total WRT | Citroën DS3 WRC | 42 | 2 | 2 | SQ | 2 | 23 | 2 | 21 | 32 | 51 | 3 | 1 | 3 |  |  |  | 213   | 2º   |

| 2013 | Scuderia          | Vettura         |   |    |   |   |    |   |     |   |   |   |   |   |     |  |  |  | Punti | Pos. |
| ---- | ----------------- | --------------- | - | -- | - | - | -- | - | --- | - | - | - | - | - | --- |  |  |  | ----- | ---- |
| 2013 | Citroën Total WRT | Citroën DS3 WRC | 4 | 17 | 2 | 2 | 63 | 7 | Rit | 4 | 3 | 3 | 6 | 3 | Rit |  |  |  | 126   | 4º   |

| 2014 | Scuderia | Vettura            |     |    |    |   |    |     |   |   |    |   |   |   |   |  |  |  | Punti | Pos. |
| ---- | -------- | ------------------ | --- | -- | -- | - | -- | --- | - | - | -- | - | - | - | - |  |  |  | ----- | ---- |
| 2014 | M-Sport  | Ford Fiesta RS WRC | Rit | 43 | 83 | 2 | 92 | Rit | 4 | 5 | 53 | 5 | 5 | 3 | 2 |  |  |  | 126   | 4º   |

| Legenda | 1º posto | 2º posto | 3º posto | A punti | Senza punti | Ritirato | Squalificato | NP=Non partito C=Gara cancellata | Apice=Power stage |

### Dakar
| Anno | Classe | Scuderia          | Vettura                      | Pos. | TV |
| ---- | ------ | ----------------- | ---------------------------- | ---- | -- |
| 2016 | Auto   | Axion X-raid Team | Mini All4 Racing             | 4°   | 1  |
| 2017 | Auto   | X-Raid Team       | Mini John Cooper Works Rally | 13°  | 0  |
| 2018 | Auto   | X-Raid Team       | Mini John Cooper Works Buggy | 19°  | 0  |

## Vittorie nei Rally mondiali
| #  | Rally                             | Anno | Co-pilota      | Vettura              |
| -- | --------------------------------- | ---- | -------------- | -------------------- |
| 1  | 19th Telstra Rally Australia      | 2006 | Jarmo Lehtinen | Ford Focus RS WRC 06 |
| 2  | 2nd Rally Norway                  | 2007 | Jarmo Lehtinen | Ford Focus RS WRC 06 |
| 3  | 4th Rally Japan                   | 2007 | Jarmo Lehtinen | Ford Focus RS WRC 07 |
| 4  | 63rd Wales Rally of Great Britain | 2007 | Jarmo Lehtinen | Ford Focus RS WRC 07 |
| 5  | 26th Jordan Rally                 | 2008 | Jarmo Lehtinen | Ford Focus RS WRC 07 |
| 6  | 9th Rally of Turkey               | 2008 | Jarmo Lehtinen | Ford Focus RS WRC 08 |
| 7  | 5th Rally Japan                   | 2008 | Jarmo Lehtinen | Ford Focus RS WRC 08 |
| 8  | 56th Acropolis Rally of Greece    | 2009 | Jarmo Lehtinen | Ford Focus RS WRC 09 |
| 9  | 66th Rally of Poland              | 2009 | Jarmo Lehtinen | Ford Focus RS WRC 09 |
| 10 | 59th Neste Oil Rally Finland      | 2009 | Jarmo Lehtinen | Ford Focus RS WRC 09 |
| 11 | 20th Repco Rally Australia        | 2009 | Jarmo Lehtinen | Ford Focus RS WRC 09 |
| 12 | 58th Swedish Rally                | 2010 | Jarmo Lehtinen | Ford Focus RS WRC 09 |
| 13 | 59th Swedish Rally                | 2011 | Jarmo Lehtinen | Ford Fiesta RS WRC   |
| 14 | 21st Australian Rally             | 2011 | Jarmo Lehtinen | Ford Fiesta RS WRC   |
| 15 | Rally d'Italia-Sardegna           | 2012 | Jarmo Lehtinen | Citroën DS3 WRC      |